# モストレス
モストレス（Móstoles）は、スペイン・マドリード州のムニシピオ（基礎自治体）。マドリード中心部から18kmほど離れており、マドリード都市圏を形成している。

## 地理
モストレスはグアダラーマ川の谷に位置する。グアダラーマ川は市の西端を流れる。
大陸性の地中海性気候である。夏の最高気温は38℃、冬の最高気温は14℃である。夏の最低気温は15℃、冬の最低気温は2℃である。年間の平均降雨量は約420mmで、春と秋が雨季にあたる。

## 概要
モストレスの基盤は、ケルト人の定住地があったことから、ローマ時代かそれ以前にできたと見られている。ローマ時代、現在のモストレス中心部に定住地の中心があり、そこにはネクロポリス、陶器の窯があったと記録されている。
西ゴート王国時代とイスラム支配時代、モストレスや周辺の定住地は依然として町のままであった。
モストレスの名が初めて登場したのは中世だった。1144年の公文書で、アルフォンソ8世がフレゲセドス（現在のロランカとフエンラブラーダにまたがっていた村）をセゴビア司教へ授けたことを記しており、トゥレム・デ・モンステレス（Turrem de Monsteles）の名が載っている。
16世紀から、モストレスは重要な道路・行路が交差する場所となった。旅行者や商人のために、宿屋、居酒屋、商店ができた。
1808年5月2日、モストレス市長令（es）が出された。これは、スペイン独立戦争がフランスに対する市民戦争であることを宣言したものだとされている。
1970年代以降、モストレスはマドリードのベッドタウンとなった。フアン・カルロス国王大学などの高等教育機関のキャンパスがある。

## 人口
| モストレスの人口推移 1900－2010                         |
|                                                         |
| 出典:INE（スペイン国立統計局）1900年 - 1991年、1996年 - |

1960年代半ばには人口は4,000人程度にすぎなかったモストレスへの人口流入は、急激に起き、特にマドリード県、エストレマドゥーラやカスティーリャ、ガリシアなどの地方出身者が多かった。1990年代に入って流入は安定したが、アフリカや東ヨーロッパからの新移民の転入が始まった。スペイン生まれでないモストレス市民は、人口の約11％にのぼる。

## 交通
- セルカニアス マドリードC-5系統
- マドリード地下鉄

## スポーツ
- CDモストレス - プロサッカークラブ。2012年に解散した。
- CDモストレスURJC - プロサッカークラブ。1996年に設立され、上記のCDモストレス解散後には、同クラブのスタジアムやユニフォームを引き継いだ。

## 著名な出身者
- イケル・カシージャス - サッカー選手
- セサル・ゴンサレス・ナバス - サッカー選手
- ルベン・デ・ラ・レー - サッカー選手
- ハビエル・フェルナンデス - フィギュアスケート選手